# 乔治·曼德尔
乔治·曼德尔（法語：Georges Mandel；1885年6月5日—1944年7月7日），法国记者、政治家和抵抗运动领导人之一。

## 早年生活
乔治·曼德尔出生于法国伊夫林省的沙图，他是一位裁缝的儿子；同时也是位犹太人，其家族最初来自阿尔萨斯。1871年，当阿尔萨斯-洛林在普法战争结束时被德意志帝国吞并时，他们移居到法国以保留他们的法国公民身份。
曼德尔的记者工作生涯始于《震旦报》，这是一份由埃米尔·左拉与乔治·克列孟梭在1897年创办的文学和社会主义报纸。在1890年代的德雷福斯事件期间，他与左拉、克列孟梭一起致力于为阿尔弗雷德·德雷福斯的无罪而辩护，该报刊一直发行到1916年。
作为总理兼内政部长，1906年克列孟梭将他在报社的助手曼德尔带入政坛，自此曼德尔也被称为“克列孟梭的得力助手”。在第一次世界大战期间曼德尔全力帮助克列孟梭控制媒体和工会运动中的反战倾向 。

## 两次大战期间
1919年曼德尔当选吉伦特省的众议员，同年9月，他被授命代表政府反对今年早些时候国民议会两院通过的比例代表制方案。当卡特尔集团席卷1924年的议会选举时，他暂时失去了议席，但后来在1928年议会选举中重新当选。到1932年时他已担任众议院的普遍职位委员会主席，他在任内积极动议使得一项赋予妇女权利的提案获得了通过，尽管该法案最终被参议院否决。
1934年，曼德尔被任命为皮埃尔-埃蒂安·弗朗丹内阁的邮政部长，并负责监督国内第一次使用法语讲解的官方电视转播。曼德尔是一位经济保守派，他也是当时法国议会中对纳粹主义和法西斯主义最直言不讳的批判者。在整个1930年代，他在国内实际上扮演了与温斯顿·丘吉尔所相似的角色，并向公众反复呼吁阿道夫·希特勒在德国崛起所带来的危险。他反对外长皮埃尔·赖伐尔在第二次意阿战争中与贝尼托·墨索里尼达成的承认意大利吞并埃塞俄比亚的绥靖计划。曼德尔主张与苏联结成军事同盟，同时也极力反对牺牲盟友捷克斯洛伐克的《慕尼黑协定》。
在1936年阿尔贝·萨罗内阁执政期间，曼德尔成为邮政部长及阿尔萨斯和洛林的高级专员。人民阵线政府垮台后，他于1938年至1940年5月18日担任达拉第内阁的殖民地部长，并在1940年被保罗·雷诺总理短暂地任命为内政部长，以负责清除国内的投降主义分子。

## 德国入侵
1939年9月，德波战争爆发后曼德尔反对静坐战并主张法军应尽快打一场进攻性战争以缓解波兰在东线的压力。因此他被一些右翼人士攻击为战争贩子，并指责他将他的犹太血统置于法国利益之上。
曼德尔坚决反对与德国达成任何停战协定，他以亲英派著称并继承了克列孟梭的辩才，他特别蔑视阿尔贝·勒布伦总统以及副总理卡米耶·肖当等主和派文官，并且也和军队里的停战派进行着激烈的抗争，其中包括法国最著名的两位高级将领：副总理菲利普·贝当元帅和法军总司令马克西姆·魏刚将军。丘吉尔首相对曼德尔有着很高的评价，他把曼德尔描述为政府里一位勇敢的斗士；以及当时与曼德尔共事过的英军将领与丘吉尔的联络官爱德华·斯皮尔斯也对其赞誉有加，斯皮尔斯将他比作一条鱼，但却是一条讨人喜欢的鱼 。
1940年6月16日（雷诺辞职和贝当被要求组阁的那一天），曼德尔在波尔多被捕。但在众议院议长爱德华·赫里欧、参议院议长让·纳内亲自向贝当总理提出紧急交涉后不久即获释。斯皮尔斯为曼德尔提供了在6月17日上午与夏尔·戴高乐准将一起乘飞机离开的机会，但被曼德尔拒绝。他说：“您为我担心，因为我是犹太人。是的，可是我明天不会离开，只是因为我是犹太人就离开的话，看起来就好像我很害怕，也好像我是在逃跑。”
曼德尔试图说服勒布伦总统、赫里欧与让·纳内两位议长以及尽可能多的政府高层前往法属北非，继续与德国人作战。1940年6月21日，25名众议员及一名参议员与曼德尔一起登上马赛号客轮，登船成员包括前总理爱德华·达拉第、皮埃尔·孟戴斯-弗朗斯和前人民阵线政府教育部长让·扎伊。

## 被捕与死亡
尽管曼德尔一贯激烈批评第三共和国的绥靖政策，但他却是1940年7月10日投票反对维希政府的80位议员之一。国民议会参与投票的569位议员中有有57名众议员和23名参议员拒绝中止第三共和国宪法并反对授予贝当元帅以独裁权力。
1940年8月8日，维希政府总理皮埃尔·赖伐尔下令夏尔·诺盖斯将军在法属摩洛哥逮捕了曼德尔。他被押送回国与保罗·雷诺、爱德华·达拉第、莫里斯·甘末林等政治犯关在一起。丘吉尔曾试图安排了一次对曼德尔的营救行动但没有成功，他称曼德尔是“第一个抵抗者”，据说丘吉尔更喜欢由他而不是戴高乐领导自由法国。在德国和里昂审判的压力下，四人皆于1941年11月7日被判处无期徒刑。
1942年11月，为了应对盟军在北非登陆后的威胁，德军完全接管了维希法国的剩余领土，维希政府应德军的要求将曼德尔和雷诺移交给盖世太保。盖世太保将曼德尔转移到布痕瓦尔德集中营，在那里他与法国社会党政治家莱昂·布鲁姆一起被收监。
1944年德国驻巴黎大使奥托·阿贝茨向赖伐尔指控曼德尔、布鲁姆和雷诺涉嫌谋杀维希政府要员以及参与法国抵抗运动，因此曼德尔于1944年7月4日被要求移送巴黎，实际就是作为人质。在从监狱转移的过程中，他被维希政府的准军事部队法兰西民兵抓获，三天后民兵成员将曼德尔带到了枫丹白露森林，并在那里处决了他，享年59岁。曼德尔死后被埋葬在帕西公墓。
赖伐尔在闻讯后感到震惊并声称他不能原谅这次私刑处决：“我手上没有血……我对这些事件不承担任何责任。”他还补充说维希内阁的成员曾一致通过“拒绝在未来把任何人质交给德军或宽恕这种报复性行动”的议案。战后，赖伐尔与罗贝尔·布拉西亚克（一名要求审判或处决曼德尔的法国法西斯分子）最终于1945年被公审并处决。